# 菲爾茲 (印第安納州)
菲爾茲（英語：Fields）是位於美國印地安納州摩根縣的一個非建制地區。該地的面積和人口皆未知。